# Federazione Industria Musicale Italiana
Federazione Industria Musica Italiana (FIMI) est une association qui défend les intérêts de l'industrie du disque en Italie. 

## Historique
La Federazione Industria Musica Italiana est active depuis 1992 et, depuis 1996, en collaboration avec l'Nielsen, suivi de la vente / distribution du dossier de publications hebdomadaires. Ceci est la source officielle des données sur les ventes de disques italiennes et les distributions des albums, compilations, DVD de musique et des téléchargements numériques. Le classement des singles les plus vendus en Italie a été supprimé le 7 janvier 2008, remplacé par le classement des chansons téléchargées à partir du réseau internet.

## Niveau de certification

### CD musicaux
| Certification | Avant janvier 2005 | Avant janvier 2008 | Avant juillet 2010 | Depuis juillet 2010 |
| ------------- | ------------------ | ------------------ | ------------------ | ------------------- |
| Argent        | -                  | 20 000             | 20 000             | 15 000              |
| Or            | 50 000             | 40 000             | 35 000             | 30 000              |
| Platine       | 100 000            | 80 000             | 70 000             | 60 000              |
| Diamant       | 500 000            | 400 000            | 350 000            | 300 000             |

### Singles
| Certification | Avant janvier 2000 | Avant janvier 2005 | Avant janvier 2009 | Depuis janvier 2009 |
| ------------- | ------------------ | ------------------ | ------------------ | ------------------- |
| Or            | 50 000             | 25 000             | 10 000             | 15 000              |
| Platine       | 100 000            | 50 000             | 20 000             | 30 000              |

Le chiffre d'affaires, pour les téléchargements numériques, pour les deux albums et de singles, peuvent être inclus pour la certification.

### DVD musicaux
| Certification | Avant janvier 2009 | Depuis janvier 2009 |
| ------------- | ------------------ | ------------------- |
| Or            | 15 000             | 10 000              |
| Platine       | 30 000             | 20 000              |